# Lophojoppa cholula
Lophojoppa cholula är en stekelart som först beskrevs av Cresson 1868.  Lophojoppa cholula ingår i släktet Lophojoppa och familjen brokparasitsteklar. Inga underarter finns listade i Catalogue of Life.